# Мајда Потокар
Мајда Потокар (Љубљана, 1. март 1930 — Љубљана, 25. март 2001) била је словеначка и југословенска позоришна и телевизијска глумица.

## Биографија
Рођена је 1. марта 1930. године у Љубљани, Словенија. Отац јој је био глумац, Лојзе Потокар.
Завршила је Академију за позориште, радио, филм и телевизију у Љубљани. Дипломирала је 1952. године и постала члан Словеначког Народног позоришта љубљанске „Драме“. У словеначком позоришту остала је да ради до пензије 1990. године.
Радила је са многим словеначким режисерима. Највише је сарађивала са Францом Штиглицом у чијим је филмовима играла.
Глумила је улоге сложених карактера женских судбина класичног и модерног драмског репертоара.
Захваљујући мелодичном гласу, добијала је многобројне улоге у радио драмама.
Умрла је 25. априла 2001. године у Љубљани.

## Каријера
Четири деценије била је члан љубљанског Народног позоришта „Драма“. Разноликост улога у којима је играла, импресионирала је публику. Остала је запамћена код различитих генерација захваљујући разноврсноти ликова које је играла.
Улоге попут Мицке у „Крањској комедији“, Електре у „Орестијади“, Корделије у „Краља Лира“, Гертруде у „Хамлету“, Ане у „Дневнику Ане Франк“ донеле су јој славу.
Таленат и уметничку креативност доказала је у улогама словеначког филмског стваралаштва 1948. године. Међу напопуларнијим филмовима били су „Не плачи“, „Петар“, „Црвене уши“, „Ово је Виперс“ и „Када су сазреле јагоде“.
Добила је највеће признање за глумачка остварења у Словенији. Због својих индивидуалних и креативних снага изнад просека позоришних остварења, заузимала је једно од првих места позоришних уметника.
Таленат Мајде Потокар огледао се бољом глумом у драми него у комедији и трагедији, што се није могло често видети на сцени. Карактеристачна је била по својој префињености, осећају за меру, осетљивости и уметничке одговорности. Била је у стању да „оживи“ чак и мале улоге.

## Награде
- Златна арена на Филмском фестивалу у Пули 1963. године
- Златна арена на Филмском фестивалу у Пули 1965. године
- Награда „Недеље југословенског радија“ 1969. године
- Сребрна арена на Филмском фестивалу у Пули 1971. године
- Царица Теодора у Нишу 1971 за улогу ЕФЕ у Црвеној класи
- Награда за глумицу године на Филмском фестивалу у Цељу за улогу у филму Рози 1977. године
- Награда Филмског Фестивала у Цељу 1983. године, улоге у отпору филма хронике „Препознавање Методе Бађура“

Најзначајнија награда коју је добила — Борштников прстен 1985.

## Филмографија
- „На својој земљи“ (1948)
- „Три приче “(1955)
- „Саморастники“ (1963)
- „Не плачи, Петре“ (1964)
- „Лажов“ (1965)
- „Црвене уши“ (1970)
- „Последња станица“ (1971)
- „Бегунац“ (1973)
- „Ова година“ (1977)
- „Као зреле јагоде“ (1978)
- „Истраживања“ (1979)
- „Наслеђе“ (1984)
- „Наш човек“ (1985)
- „Време без бајки“ (1986)
- „Лето у шкољци“ (1986)
- „Љубав Бланке Колак“ (1987)
- „Пролеће у шкољки 2“ (1988)
- „Вештачки рај“ (1990)
- „Срчна дама“ (1991)
- „Триангле “(1991)